# اسکله قدیم بندر عباس
 اسکلهٔ قدیمی بندرعباس  واقع در بخش مرکزی شهرستان بندرعباس و از نقاط دیدنی استان هرمزگان در جنوب ایران است. این اسکله در کنارهٔ جنوبی بلوار طالقانی در وسط شهر بندرعباس واقع شده‌است. این اسکله در سال ۱۳۱۸ شمسی ساخته شده و دارای ۱۸۵ متر طول و ۴٫۲۰ متر عرض است. هم‌اکنون این اسکله از مراکز دیدنی مورد توجه مسافران در استان هرمزگان است.
رضا شاه پهلوی از روی همین اسکله در شهریور سال ۱۳۲۰ به کشتی به نام بندرا سوار و به جزیره موریس تبعید شد.

## منبع
- زنده دل، دستیاران، حسن. (مجموعه کتابهای راهنمای جامع ایرانگردی استان هرمزکان)  ج۱. چاپ وانتشار سال ۱۹۹۸ میلادی.